# Peter Irving
Peter Irving (geboren am 30. Oktober 1772 in New York; gestorben am 27. Juni 1838 ebenda) war ein amerikanischer Journalist und Schriftsteller.

## Leben
Irvings Eltern waren der schottische Auswanderer William Irving und seine englische Frau Sarah (geb. Sanders). Er war der zweitälteste von fünf Söhnen der New Yorker Kaufmannsfamilie. Sein jüngerer Bruder war Washington Irving (1783–1859), der der erfolgreichste amerikanische Schriftsteller seiner Generation werden sollte. Tatsächlich war es Peter Irving, der als Erster der Familie literarische Ambitionen zeigte. Zwar studierte er Medizin, praktizierte jedoch nach seiner Approbation kaum je als Arzt. Um 1800 zählte er bereits zu den illustreren Persönlichkeiten des kulturellen und politischen Lebens New Yorks, damals Hauptstadt der Vereinigten Staaten. Er war Mitglied mehrerer literarischer Clubs, Debattierzirkel und Freimaurerlogen und zählte bald zum engeren Vertrautenkreis von Aaron Burr, seit 1800 Vizepräsident der USA.
1802 begann er seine publizistische Laufbahn und wurde leitender Redakteur der auf Burrs Betreiben gegründeten Zeitung Morning Chronicle, der er bis zum Dezember 1805 vorstand. Nachdem Burrs politische Karriere nach dem tödlichen Duell mit Alexander Hamilton ein plötzliches Ende fand und sich seine Vertrauten mehr noch als zuvor Anfeindungen von Seiten sowohl der Föderalistischen Partei wie der Republikaner ausgesetzt sahen, setzte sich Peter Irving 1806 nach Europa ab, um eine Grand Tour zu unternehmen. 1808 war er zwar wieder zwischenzeitlich in New York, kehrte im Jahr darauf aber nach Europa zurück, wo er bis 1836 bleiben sollte.
Ab 1809 war er in Liverpool, um die dortige Dependance des Irving’schen Familienunternehmens zu leiten; 1815 folgte ihm sein Bruder Washington dorthin, doch konnten beide nicht den Bankrott im Jahr 1818 abwenden. Peter ließ sich schließlich in Paris nieder, wo er sich seinen literarischen Projekten widmete. In seinen Jahren beim Morning Chronicle hatte er sich vor allem auf rein politische Kommentare verlegt, während Washington in den Seiten der Zeitung erste belletristische Werke, die Letters of Jonathan Oldstyle, veröffentlichte. Washington Irvings satirische History of New York begann als Gemeinschaftsprojekt der Brüder, doch beschränkte sich Peters Anteil auf die ersten Entwürfe. Mit dem Skizzenbuch fand Washington 1819/20 schließlich beiderseits des Atlantiks eine breite Leserschaft und Anerkennung als Schriftsteller; Peter veröffentlichte seinerseits 1820 in London und New York unter dem Pseudonym Percival Gordon den Roman Giovanni Sbogarro; A Venetian Tale, taken from the French. Wie der Untertitel vermuten lässt, handelte es sich um kein selbständiges Werk, sondern um eine Übersetzung der Piratenromanze Jean Sbogar des Franzosen Charles Nodier, allerdings an einigen Stellen erheblich erweitert, ausgeschmückt und abgeändert.
Der Band brachte kaum den erhofften Erfolg, und fortan sollte Peter Irving stets im Schatten seines wesentlich erfolgreicheren Bruders stehen, so dass er etwa bei gesellschaftlichen Anlässen nurmehr bloß als Bruder des berühmten Schriftstellers Washington Irving hofiert wurde. Die weiteren Jahre in Paris gab er sich vor allem dem Müßiggang hin, zumal er zunehmend unter gesundheitlichen Problemen litt. 1836 kehrte er nach 27 Jahren wieder nach New York zurück und kam bei seiner Verwandtschaft unter, verstarb jedoch kaum zwei Jahre darauf.

## Werke
- Giovanni Sbogarro: A Venetian Tale (Taken from the French). 2 Bände. C. S. Winkle, New York 1820. (Digitalisat bei der Hathi Trust Digital Library)
- Peter Irving's Journals. Hrsg. von Leonard B. Beach, Theodore Hornberger und Wyllis E. Wright. New York Public Library, New York 1943.

## Sekundärliteratur
- Wayne R. Kime: Pierre M. Irving’s Account of Peter Irving, Washington Irving, and the Corrector. In: American Literature 43:1, 1971. S. 108–114.
- Francis Smith: Peter Irving, Translator of Jean Sbogar. In: Franco-American Review 1, 1937. S. 342–46.

| Personendaten    | Personendaten                                |
| ---------------- | -------------------------------------------- |
| NAME             | Irving, Peter                                |
| KURZBESCHREIBUNG | amerikanischer Journalist und Schriftsteller |
| GEBURTSDATUM     | 30. Oktober 1772                             |
| GEBURTSORT       | New York                                     |
| STERBEDATUM      | 27. Juni 1838                                |
| STERBEORT        | New York                                     |